# Scathophaga umbrarum
Scathophaga umbrarum är en tvåvingeart som först beskrevs av Robineau-desvoidy 1830.  Scathophaga umbrarum ingår i släktet Scathophaga och familjen kolvflugor. Inga underarter finns listade i Catalogue of Life.